# تفاريتي
26°09′29″N 10°34′01″W / 26.158°N 10.567°W

تفاريتي أو تيفاريتي هي بلدة واحيّة تقع شمال شرقي الصحراء الغربية المنطقة العازلة شرق الجدار الرملي المغربي في منطقة الصحراء الغربية المتنازع عليها. وهي قريبة من مدينة السمارة. تعتبرها جبهة البوليساريو واقعة ضمن «منطقة محررة». وهي تابعة إداريا إلى إقليم السمارة.

## تاريخ
قصفت طائرات الجيش المغربي مواقع بمنطقة تيفاريتي سنة 1991، بعدما حاول موالون لجبهة البوليساريو احتلال المنطقة، حيث كانت قد تدخلت لتقصف المنطقة. بعد انتهاء حرب الصحراء الغربية دمرت قرية تيفاريتي بصفة شبه كاملة عند انسحاب جبهة البوليساريو والجيش الجزائري. فاستقر نصف سكانها في مدينة سمارة. أما الباقون فتم نقلهم إلى مخيمات تندوف بالجزائر، وبعد التوقيع على وقف إطلاق النار أصبحت تفاريتي عبارة عن أطلال. فأصبحت منطقة منزوعة السلاح وتحت الإشراف المباشر لقوة الأمم المتحدة.
يعتبر المغرب تيفاريتي جزءا من الصحراء الغربية التي استردها من إسبانيا وفق اتفاقية مدريد، وتركها، كغيرها من المنطاق المحاذية للحدود الصحراوية لتجنب الاحتكاك مع القوات الجزائرية والموريتانية، خارج الجدار الرملي الذي شيدته قواته.
عقدت البوليساريو أول تظاهرة رسمية بتيفاريتي سنة 2003. وثاني مرة عقدت مؤتمرها الـ12 في تيفاريتي في ديسمبر 2007 ما أثار احتجاج المغرب الذي اعتبر ذلك خرقا لوقف إطلاق النار. وفي فبراير 2007 أعلنت جمعية الصحراء المغربية عن عزمها تنظيم مسيرة إلى تيفاريتي، إلا أن السفارة الأمريكية في الرباط تدخلت لتوقيف هذه المبادرة معتبرة أنه لا بد من فتح حوار دبلوماسي بين الطرفين، وتكررت هذه المبادرة نهاية يناير 2008، والتي لقيت استحسانا ودعما في صفوف ضباط الجيش المغربي.
وفي سنة 2008 باشرت جبهة البوليساريو بأشغال تشييد مساكن ومرافق، ضمنها مبنى البرلمان في منطقة تيفاريتي بالقرب من الجدار العازل. وقعت مدينة معسكر الجزائرية اتفاقية توأمة مع تيفاريتي لدعم إقامة مشاريع سياحية في المدينة الجديدة وبحث إمكانية جلب سياح إلى منطقة تزخر بإرث إيكولوجي. واحتج المغرب على نشاط البوليساريو بهذه المنطقة. ونظمت الجبهة تجمعات عسكرية ما بين 19 إلى 22 ماي 2008 تخللتها تظاهرات سياسية في منطقة تيفاريتي، على مرأى بعثة المينورسو.
وعبر مسؤولون بالبوليساريو عن نيتهم نقل مخيمات تندوف إلى تيفاريتي، حيث ظهرت أصوات بعض المؤتمرين الذين عبّروا عن تبنيهم لمشروع الحكم الذاتي كحل للصراع، وتدارس مسؤولون بالجزائر مع القيادة الجديدة للبوليساريو مسألة تحويل جزء كبير من مخيمات تندوف إلى تيفاريتي، كونه وضع يخدم الجزائر إزاء علاقتها الخارجية.